# Angel's tale
「Angel's tale」（エンジェルズ テイル）は、日本のロックバンド・L'Arc〜en〜Cielのボーカリストで、シンガーソングライターであるHYDEの2作目のシングル。2001年12月12日発売。発売元はKi/oon Records内に設立した自身の主宰レーベル、HAUNTED RECORDS。

## 解説
前作「evergreen」から約2ヶ月ぶりとなる＜静＞をコンセプトとした第二弾ソロシングル。なお、HYDEがソロ名義で発表したシングルとしては初のノンタイアップ作品になっている。
本作の表題曲「Angel's tale」は、冷気漂うなかに立つ蜃気楼の佇まいを持つ、スロウなクリスマスソング。HYDE曰く、この曲のコンセプトは「僕が、クリスマスに聴きたい曲」だという。HYDEは本作を発表した当時に出演したラジオ番組の中で、この曲について「華やかな感じではなく、教会に流れるようなしんみりしたクリスマスソングを作ってみたかった」とコメントしていたことがある。また、HYDEはアルバム発売時に受けたインタビューの中で、この曲の制作を振り返り「（アルバム）全体のどっかに宗教っぽい曲が欲しいなと思ってたんで、それがこの曲になりました。パイプ・オルガンっぽいコード進行とかも意識しました」と語っている。さらにこの曲では、印象的なアコースティック・ギターのアルペジオに加え、HYDEの低熱のヴォーカルを聴くことができる。HYDEはこの曲の歌録りを振り返り「自分の好きなものがすごく入ってて、ものすごく素直な感じで歌っていますね」と述べている。余談だが、HYDEはこの曲の出来栄えについて「微妙な感覚なんですが、暗い曲ともとれるだろうし」「すごくアンダーグラウンドな曲だと思う。そういう意味で、ロックだと思う。（中略）だからね、コマーシャルは困りましたよ（笑）。どこを使えばいいか、わからなくて。15秒」と当時述べている。
なお、この曲の制作には、前作と同様にイアン・カーナウとデイヴ・フォードが共同編曲者として参加している。また、ピップ・ウィリアムズがオーケストラアレンジャーとして参加している他、デヴィッド・シルヴィアンのアルバム『ブリリアント・トゥリーズ』の制作に参加していたフィル・パーマーがギターを担当している。
ちなみにHYDE曰く、この曲の作詞作業のときは映画『シザーハンズ』をイメージしていたという。HYDEは作詞作業を振り返り「（映画『シザーハンズ』の）最後のほうで、ジョニー・デップ（が演じるエドワード・シザーハンズ）が氷の像を削り出して雪みたいになるとこ…ああいうところを想像しました」と語っている。
また、表題曲のミュージック・ビデオには、HYDEが楽曲に対し抱いた「教会に流れるようなクリスマスソング」というイメージを踏まえ、教会の屋根をイメージした舞台で歌うシーンが挿入されている。HYDEはこの曲のミュージック・ビデオの撮影を振り返り「淡々と屋根の上で歌っている場面がいいなと思って。この曲にある宗教的なイメージから、映像でも教会の屋根の十字架が出てきます。"キレイに夜が明ければいいなぁ"と思っていたんですけど、ラストの空の色がすごくキレイですね」と語っている。
カップリングには、表題曲のリアレンジバージョンとなる「Angel's tale (english ensemble)」を収録している。この曲は、アコースティック・ギターの音色が入った原曲に対し、ピアノなどの鍵盤やコントラバス、ドラムの演奏による、ジャズ的なアプローチでリアレンジされている。
本作は、初回限定盤（8cmCD）と通常盤（12cmCD）の2形態でリリースされた。初回限定盤仕様は8cmシングルかつ棺桶型の特別ケースになっている。なお、ジャケットデザインには前作「evergreen」と同様に花が描かれている。今回は「evergreen」のバラに続き、白いトルコキキョウが標本のように磔にされたアートワークになっている。ちなみに、双頭のトルコキキョウがジャケットに採用されているが、これはHYDE曰く、クリスマスベルのようなイメージを表現したかったため使ったという。余談だが、「白いトルコキキョウ」の花言葉は"変わらぬ愛"、"永遠の愛"となっている。

## 収録曲
| 全作詞・作曲: HYDE。 |                                     |      |            |                       |      |
| #                    | タイトル                            | 作詞 | 作曲・編曲 | 編曲                  | 時間 |
| 1.                   | 「Angel's tale」                    | HYDE | HYDE       | Ian Curnow, Dave Ford | 5:00 |
| 2.                   | 「Angel's tale (english ensemble)」 | HYDE | HYDE       | Ian Curnow, Dave Ford | 5:24 |

## 参加ミュージシャン
Angel's tale
- HYDE：Vocal
- Ian Curnow：Programming, Keyboards
- Dave Ford：Programming, Keyboards
- Phil Palmer：Acoustic & E.Guitar
- Pip Williams：Orchestral Arrangement
- James Shearman：Orchestral Conducter
- Gavyn Wright：Strings Section Leader
- Lynne Hobday：English Translation

Angel's tale (english ensemble)
- HYDE：Vocal
- Ian Curnow：Programming, Keyboards
- Dave Ford：Programming, Keyboards
- Chris Laurence：Double Bass
- Ian Thomas：Drums
- Dave Arch：Piano, Organ
- Lynne Hobday：English Translation

## 収録アルバム
- 『ROENTGEN』 (#1)
- 『ROENTGEN.english』 (#1、#2)
- 『HYDE COMPLETE BOX 2001-2003』 (#1、#2)